# Spreetal
Spreetal, in alto sorabo Sprjewiny Doł, è un comune di 1 887 abitanti della Sassonia, in Germania.
Appartiene al circondario (Landkreis) di Bautzen (targa BZ).

## Geografia antropica

### Suddivisioni amministrative
Il territorio comunale si divide in 7 zone (Ortsteil):
- Burg
- Burghammer
- Burgneudorf
- Neustadt/Spree
- Spreetal
- Spreewitz
- Zerre